# Кен Уатанабе
Кен Уатанабе (на японски: 渡辺 謙) е японски актьор. Известен е с ролята си в „Последният самурай“, за която е номиниран за Оскар и Златен глобус за поддържаща мъжка роля.

## Частична филмография
- 2003 – „Последният самурай“ (The Last Samurai)
- 2005 – „Мемоарите на една гейша“ (Memoirs of a Geisha)
- 2005 – „Батман в началото“ (Batman Begins)
- 2006 – „Писма от Иво Джима“ (Letters from Iwo Jima)
- 2009 – „Циркът на кошмарите: Чиракът на вампира“ (Cirque du Freak: The Vampire's Assistant)
- 2010 – „Генезис“ (Inception)
- 2014 – „Годзила“ (Godzilla)
- 2014 – „Трансформърс: Ера на изтребление“ (Transformers: Age of Extinction)